# Momordica obtusisepala
Momordica obtusisepala är en gurkväxtart som beskrevs av Keraudr. Momordica obtusisepala ingår i släktet Momordica och familjen gurkväxter. Inga underarter finns listade i Catalogue of Life.